# Vụ lật thuyền Hội An 2022
Vào ngày 26 tháng 2 năm 2022, một chiếc cano chở khách tham quan đảo Cù Lao Chàm trên đường về đất liền thì bị lập úp trên biển Cửa Đại. Vụ tai nạn khiến 39 người trên tàu rơi xuống biển, trong đó có 17 người tử vong.

## Vụ tai nạn
Vào khoảng 14 giờ ngày 26 tháng 2 năm 2022, chiếc cano mang biển số QNa-1152 của hãng du lịch Phương Đông chở 39 người, gồm 36 khách du lịch cùng thuyền viên khởi hành từ đảo Cù Lao Chàm đi cảng Cửa Đại. Lúc gần vào bờ, chiếc cano bị lật, khiến ít nhất 13 người chết, 4 người mất tích. Số còn lại được cứu sống. Trong số những người mất tích ban đầu có 2 trẻ em. Có 8 hành khách tử vong là thành viên trong cùng một gia đình và 3 hành khách tử vong khác là quân nhân quê ở Hà Nội.
Một hành khách có mặt trên chiếc cano hôm xảy ra tai nạn kể rằng sáng ngày 26 tháng 2, ông và vợ cùng những hành khách đi ca nô từ cảng Cửa Đại ra đảo Cù Lao Chàm để tham quan. Đến 13 giờ 45 phút thì thuyền di chuyển trở lại cảng Cửa Đại. Theo ông, lúc đó, trời "âm u và biển động". Khi cano cách bờ khoảng 2 km (1,1 nmi) thì gặp vùng nước cạn, sóng lớn, khiến ca nô bị lật. Theo thuyền trưởng Lê Sen, mọi hành khách trên tàu đều mang áo phao vì đây là "điều kiện bắt buộc". Vận tốc lúc xảy ra tai nạn được cho là khoảng 20 km/h. Theo một số người dân có mặt ở hiện trường, nhiều người bị chết là do cano bịt kín khi lật. Việc này cộng với việc hành khách mặc áo phao, khi nước tràn vào sẽ khiến cơ thể nổi lên, ngăn cản việc thoát nạn.

## Hoạt động cứu hộ

### Cứu hộ
Ngay sau vụ tai nạn, khoảng 400 người, với gần 30 phương tiện khác nhau của lực lượng biên phòng và người dân đã tổ chức cứu hộ cứu nạn trên phạm vi 3 km2 (1,2 dặm vuông Anh). Bí thư Quảng Nam Phan Việt Cường sau đó có mặt tại hiện trường để chỉ đạo công tác tìm kiếm người bị nạn. Thiếu tướng Lê Ngọc Hải, thuộc Bộ Tư lệnh Quân khu 5 cũng có mặt. Bộ Chỉ huy Bộ đội Biên phòng tỉnh Quảng Nam đã điều động 35 chiến sĩ thuộc của Đồn Biên phòng Cửa Đại, Đồn Biên phòng Cù Lao Chàm đã phối hợp cùng các tàu cá của ngư dân và tàu du lịch tham gia ứng cứu. Đến 17 giờ 40 phút cùng ngày, lực lượng chức năng đã tìm kiếm được 35/39 người, trong đó có 13 người được xác định tử vong, 22 người được cứu và 4 người mất tích. Theo nhà chức trách, hoạt động tìm kiếm các nạn nhân mất tích sẽ được dời lại đến sáng hôm sau do "trời quá tối". Tuy nhiên, đến 1 giờ 20 phút sáng ngày 27 tháng 2, lực lượng cứu hộ đã phát hiện 2 thi thể trong số 4 người đang mất tích. Các nạn nhân bị thương lần lượt được chuyển đi cấp cứu tại Bệnh viện Đa khoa Hội An, Bệnh viện Thái Bình Dương Hội An và Bệnh viện Đà Nẵng.
Sáng ngày 27 tháng 2, có 37 tàu thuyền và hơn 200 người tham gia tổ chức tìm kiếm. Nhà chức tránh cũng điều động 2 máy bay trực thăng tham gia tìm kiếm trên không. Trong ngày, các lực lượng cứu hộ cũng trục vớt và thành công đưa chiếc cano gặp nạn vào bờ. Đến sáng ngày 28 tháng 2, lực lượng chức năng đã tìm thấy thi thể của nạn nhân thứ 16 trong vụ tai nạn. Chiều cùng ngày, thi thể bé trai 3 tuổi, nạn nhân cuối cùng trong vụ tai nạn, được tìm thấy.

### Cứu trợ
Theo Chủ tịch Ủy ban nhân dân thành phố Hội An Nguyễn Văn Sơn, chính quyền thành phố sẽ "giúp đỡ, tạo điều kiện tốt nhất cho các gia đình nạn nhân và lo mọi chi phí an táng, đi lại, ăn ở cho nạn nhân trong vụ lật ca nô du lịch". Chính quyền tỉnh Quảng Nam và chính quyền thành phố Hội An hỗ trợ gia đình mỗi nạn nhân tử vong 10 triệu đồng. Đối với những nạn nhân bị thương, chính quyền tỉnh hỗ trợ 4 triệu đồng/nạn nhân. Hội Liên hiệp Phụ nữ thành phố Hội An hỗ trợ gia đình những người tử vong mỗi người 10 triệu đồng. Ủy ban nhân dân huyện Đông Anh, Hà Nội, quê quán của một số du khách bị nạn cũng hỗ trợ gia đình các nạn nhân tử vong mỗi người 5 triệu đồng, người bị thương 2 triệu đồng.
Trung ương Hội Chữ thập đỏ Việt Nam đã hỗ trợ khẩn cấp cho 17 gia đình những người thiệt mạng và mất tích với mức hỗ trợ là 3 triệu đồng/người, tương đương tổng số tiền hỗ trợ là 57 triệu đồng. Hội cũng giao cho Hội Chữ thập đỏ thành phố Hà Nội và Hội Chữ thập đỏ Thành phố Hồ Chí Minh tổ chức các buổi thăm hỏi gia đình các nạn nhân. Tổng số tiền hỗ trợ của Trung ương Hội Chữ thập đỏ Việt Nam và các chi Hội Chữ thập đỏ địa phương là 136 triệu đồng.
Nhóm thiện nguyện Tươi Sáng có trụ sở tại thành phố Hội An, tỉnh Quảng Nam cho biết đã vận động người dân quyên góp được 294,4 triệu đồng. Tổng số tiền tiếp nhận của các tổ chức, cá nhân quyên góp đến hết ngày 28 tháng 2 năm 2022 là 561,4 triệu đồng.

## Phản ứng

### Chính phủ Việt Nam
Chủ tịch nước Nguyễn Xuân Phúc đã gửi điện chia buồn tới gia đình các nạn nhân tử vong, đồng thời chỉ đạo "khẩn trương hơn nữa trong việc tìm kiếm những người còn mất tích; huy động mọi nguồn lực để cứu chữa, chăm sóc những người bị thương". Thủ tướng Phạm Minh Chính cũng gửi lời chia buồn tới những người gặp nạn, cũng như phân công lãnh đạo Ủy ban An toàn giao thông quốc gia trực tiếp đến hiện trường. Phó Thủ tướng Thường trực Chính phủ Phạm Bình Minh sau đó đã ký ban hành Công điện số 202/CĐ-TTg ngày 26 tháng 2 năm 2022 của Thủ tướng Chính phủ về "khắc phục hậu quả vụ tai nạn giao thông đường thủy đặc biệt nghiêm trọng xảy ra tại tỉnh Quảng Nam", yêu cầu nhanh chóng khắc phục hậu quả và điều tra nguyên nhân vụ tai nạn.
Sau vụ tai nạn, Bộ Công an cũng chỉ đạo Cục Cảnh sát giao thông và Công an tỉnh Quảng Nam nhanh chóng thực hiện công tác cứu hộ cứu nạn và điều tra vụ việc. Cục Cảnh sát giao thông cũng đề nghị công an các địa phương triển khai các biện pháp bảo đảm trật tự, an toàn giao thông đường thủy, đồng thời kiểm tra những sai sót trong quá trình hoạt động vận tải hành khách trên đường thủy nội địa. Phó Chủ tịch chuyên trách Ủy ban An toàn giao thông Quốc gia Khuất Việt Hùng yêu cầu "cần rà soát lại toàn bộ hệ thống hàng hải để cải thiện độ an toàn". Bộ Văn hóa, Thể thao và Du lịch yêu cầu "chú trọng thanh tra, kiểm tra, tránh để xảy ra những tai nạn đáng tiếc cho du khách khi tham gia hoạt động du lịch".

### Chính quyền địa phương
Ngay sau vụ việc, nhà chức trách tỉnh Quảng Nam đã yêu cầu công an tỉnh nhanh chóng điều tra nguyên nhân vụ tai nạn và xử lý nghiêm tổ chức, cá nhân gây ra vụ việc, đồng thời tiến hành kiểm tra các vi phạm về khai thác kinh doanh, kiểm tra toàn diện việc chấp hành các quy định kinh doanh và điều kiện kinh doanh vận tải đường thủy nội địa, đồng thời xử lý trách nhiệm nếu phát hiện vi phạm. Chính quyền tỉnh cũng chỉ đạo xem xét trách nhiệm của chủ doanh nghiệp gây ra tai nạn. Riêng tại Hà Nội, Phó Chủ tịch Ủy ban nhân dân thành phố Hà Nội Chử Xuân Dũng cùng Phó Chủ tịch Ủy ban Mặt trận Tổ quốc Việt Nam thành phố Hà Nội Nguyễn Sỹ Trường và lãnh đạo huyện Đông Anh đã đến để hỏi thăm các gia đình có người thân bị chết, mất tích trong vụ tai nạn.
Theo ông Nguyễn Văn Sơn, chủ tịch Uỷ ban nhân dân thành phố Hội An, hiện trên địa bàn có khoảng 40 doanh nghiệp vận tải đang khai thác loại cano được đóng kín bằng mái kiên cố và kính che xung quanh. Theo ông, kiểu thiết kế này tuy có thể chống được việc hành khách bị tạt nước nhưng khi gặp sự cố thì rất khó cứu hộ, khiến hành khách không thoát ra được. Ông cho rằng chính quyền Hội An và các doanh nghiệp du lịch cần kiến nghị để thay đổi kiểu thiết kế cano phục vụ mục đích an toàn. Đồng quan điểm, nguyên Bí thư Thành ủy Hội An Nguyễn Sự đánh giá vụ tai nạn này là vụ tai nạn thảm khốc nhất từ trước đến nay trên tuyến đường thủy Cửa Đại - Cù Lao Chàm, đồng thời khẳng định kiểu thiết kế mui kín như vậy khiến hành khách rất khó thoát thân khi cano chìm. Tuy nhiên, theo ý kiến của Phó Chủ tịch chuyên trách Ủy ban An toàn giao thông Quốc gia Khuất Việt Hùng thì những vụ tai nạn tương tự xảy ra rất "hãn hữu", và rằng "không thể nói cảm tính là nếu mui hở thì hành khách sẽ thoát". Theo ông, "đã là tàu cao tốc thì phải đóng mui kín, nếu không khách trên tàu có thể văng ra khỏi tàu khi lưu thông trên biển".
Theo nhận định ban đầu của người đứng đầu chính quyền và những người dân có liên quan, vụ tai nạn có một phần liên quan đến việc thay đổi luồng lạch và ảnh hưởng của những cồn cát tự nhiên trong khu vực. Việc luồng lạch thay đổi liên tục tại Cửa Đại mỗi năm sau lũ đã tác động không nhỏ đến tàu thuyền. Do đó, chính quyền thành phố Hội An đã kiến nghị lên Bộ Giao thông Vận tải tăng tần suất nạo vét và khảo sát định vị luồng tuyến theo thời gian mỗi tháng hoặc mỗi quý. Tỉnh cũng cho biết sẽ lắp đặt hệ thống cảnh báo sớm cho các phương tiện trong điều kiện có bão, đồng thời đặt trạm quan trắc cứu hộ tại cồn cát Khủng Long ở khu vực biển Cửa Đại, bố trí lực lượng quan sát, lắp đặt hệ thống camera xử lý tàu vi phạm.
Chiều ngày 1 tháng 3 năm 2022, chính quyền thành phố Hội An tổ chức họp báo về vụ tai nạn lật cano ở Cửa Đại. Phía chính quyền cho biết sẽ mời chuyên gia và có kiến nghị cụ thể về việc sử dụng mẫu cano mui kín. Chủ tịch Ủy ban nhân dân tỉnh Quảng Nam Lê Trí Thanh khẳng định vụ tai nạn "là bài học vô cùng sâu sắc trong công tác quản lý tàu thuyền đi trên sông trên biển, không chỉ đối với Cù Lao Chàm". Ông cũng cho biết sẽ "phân tích, mổ xẻ rõ ràng những hành vi vi phạm nếu có phải được xử lý nghiêm minh, không loại trừ cơ quan nào".

### Truyền thông Việt Nam
Trên báo Người lao động ra ngày 28 tháng 2 năm 2022 có bài bình luận về vụ lật cano ở biển Cửa Đại, trong đó cho rằng vụ tai nạn là "hồi chuông cảnh báo trong việc quản lý, cấp phép các phương tiện vận chuyển trên biển". Trên báo Tuổi Trẻ, tác giả Hữu Khá cho rằng những lỗ hổng trong công tác quản lý, giám sát, dự báo đã dẫn tới cái giá quá đắt. Nhà báo này bình luận: "Để tránh các vụ việc đau lòng tương tự, mỗi ngành, mỗi lĩnh vực phải xem việc kiểm tra, rà soát ở ngành, lĩnh vực mình là công việc thường xuyên, liên tục. Từ đó phải chỉ ra được ai là người chịu trách nhiệm cụ thể, đâu là lỗ hổng trong công tác quản lý, giám sát cần phải thay đổi và khắc phục". Báo Lao Động có lời bình: "Từ vụ tai nạn giao thông đường thủy kinh hoàng này, cần phải rút ra bài học được trả giá bằng mạng người, để đừng có thêm những mất mát tương tự". Một số trang báo của Việt Nam cũng đặt câu hỏi về việc Biên phòng tỉnh Quảng Nam vẫn cho chiếc tàu gặp nạn ra khơi bất chấp cảnh báo thời tiết xấu.
Báo điện tử Đảng cộng sản, cơ quan ngôn luận của Đảng Cộng sản Việt Nam nhận định vụ tai nạn này là "một vụ tai nạn giao thông đường thủy đặc biệt nghiêm trọng". Theo tờ báo này, bên cạnh việc "chấp hành nghiêm túc Luật Giao thông về đường thủy và cần phải chặn nguyên nhân gây tai nạn từ 'gốc'" thì "công tác quản lý nhà nước, xử lý các vi phạm lực lượng cảnh sát giao thông đường thủy cũng cần được triển khai thường xuyên, liên tục. Phải tăng cường trách nhiệm, tăng cường công tác kiểm tra, giám sát, xử lý các trường hợp vi phạm [...] Trường hợp phát hiện vi phạm cảng, bến, phương tiện hoạt động không phép, trái phép hoặc không đủ điều kiện kỹ thuật, tàu chở quá số người quy định, không đảm bảo các thiết bị an toàn thì phải kiên quyết đình chỉ hoạt động và xử phạt thật nghiêm minh để ngăn chặn hậu họa ngay từ đầu". Trong khi đó, báo Dân trí cho rằng đây là "một trong những vụ tai nạn đường thủy nghiêm trọng nhất từ trước tới nay", đồng thời khẳng định cần phải rút ra "bài học đắt giá" trong điều khiển, vận hành giao thông đường thủy nhằm "tránh các trường hợp thương tâm tương tự".

### Học giả Việt Nam
Theo ông Khương Tân Phương, Trưởng Văn phòng luật sư Thuận Nam, thuộc Đoàn Luật sư Hà Nội khẳng định đây là vụ tai nạn "đặc biệt nghiêm trọng, gây thiệt hại đến tính mạng, sức khỏe, tài sản của nhiều người, ảnh hưởng đến môi trường du lịch của địa phương". Ông yêu cầu cơ quan chức năng nhanh chóng điều tra nguyên nhân vụ tai nạn, "làm rõ yếu tố lỗi và trách nhiệm của các tổ chức, cá nhân có liên quan để giải quyết theo quy định của pháp luật". Nếu người điều khiển phương tiện hoặc đơn vị quản lý phương tiện để xảy ra sai sót thì phải chịu trách nhiệm. Nếu vấn đề do sự cố phát sinh ngoài ý muốn thì các bên liên quan sẽ không bị xử lý hình sự. Bên cạnh đó, luật sư này cũng cho biết công ty Phương Đông, chủ phương tiện "sẽ phải bồi thường thiệt hại cho các nạn nhân và gia đình nạn nhân theo quy định của pháp luật".
Thạc sĩ Luật học Hoàng Trọng Giáp cho rằng bên cạnh việc bồi thường thiệt hại về tính mạng, tài sản, phía gây thiệt hại phải có trách nhiệm bồi thường tổn thất về tinh thần cho gia đình các nạn nhân theo mức thỏa thuận do các bên bàn bạc. Ngoài ra, công ty này có quyền yêu cầu thuyền trưởng cano là ông Lê Sen trả một khoản tiền nhất định. Luật sư Trần Minh Hùng cho rằng nếu xác định được lỗi vi phạm, công ty Phương Đông cùng những người liên quan phải bồi thường cho gia đình nạn nhân theo Bộ luật Dân sự 2015. Trong trường hợp có căn cứ xác định người lái tàu chủ quan, cẩu thả gây tai nạn thì sẽ xử lý hình sự với mức chế tài tối đa lên đến 15 năm tù.

### Doanh nhân Việt Nam
Theo ông Phan Đình Huê, Giám đốc Công ty Dịch vụ Du lịch Vòng Tròn Việt, do ảnh hưởng của vụ tai nạn, tour du lịch Cù Lao Chàm sẽ chỉ có thể trở lại trong vòng 1 đến 2 năm tới. Trong khi đó, Phó Chủ tịch Hiệp hội Du lịch tỉnh Quảng Nam Nguyễn Sơn Thủy thừa nhận trong khoảng thời gian đầu sau vụ tai nạn, tâm lý hành khách đi tour du lịch đảo sẽ ít nhiều bị ảnh hưởng. Theo ông, "các nhà quản lý du lịch tại khu vực biển đảo cần nhanh chóng củng cố mức độ an toàn cho tour tuyến". Chủ tịch Hội đồng quản trị Công ty Cổ phần Phát triển Thương mại và Du lịch Quốc tế Ngôi sao Trương Quốc Hùng nhận định sự cố tại Quảng Nam "là một bài học đắt giá cho quản lý du lịch đường thủy nói chung trên cả nước". Hiệp hội Du lịch thành phố Đà Nẵng cũng đã yêu cầu Câu lạc bộ vận chuyển đường thủy thành phố tổng kiểm tra tất cả các phương tiện vận chuyển khách nhằm đảm bảo tuyệt đối an toàn cho du khách khi đăng ký tham gia các tour du lịch.

### Người dân địa phương
Ngay trong đêm 26 tháng 2, người dân thành phố Hội An, tỉnh Quảng Nam đã "thức trắng đêm" thả hoa đăng cầu nguyện cho những người gặp nạn trong vụ lật cano ở Cửa Đại. Đến ngày 3 tháng 3, Ủy ban Mặt trận Tổ quốc Việt Nam thành phố Hội An phối hợp cùng Ban trị sự Giáo hội Phật giáo Việt Nam thành phố đã tổ chức lễ cầu siêu cho những người tử nạn. Theo thông tin ghi nhận từ báo Thanh Niên, có hàng nghìn người đã đến tham dự buổi lễ này. Hàng trăm người dân tại xóm đạo quận Gò Vấp, nơi có 4 nạn nhân tử nạn đã có mặt tại nhà thờ Mẹ Hằng Cứu Giúp để đưa tiễn những người xấu số.
Sau vụ tai nạn, có một số bộ phận người dân ở Thành phố Hồ Chí Minh có tâm lý "sợ đi tàu". Theo quản lý bến tàu cao tốc Bạch Đằng Hoàng Văn Thuỳ, "từ khi xảy ra vụ lật ca nô ở Quảng Nam, tuyến tàu cao tốc Thành phố Hồ Chí Minh - Vũng Tàu vẫn chưa có khách đi lại".

## Điều tra
Theo công an thành phố Hội An, bước đầu xác định chiếc cano gặp nạn chở đúng số người quy định, chạy đúng tốc độ quy định và tuân thủ điều kiện thời tiết. Cơ quan chức năng suy đoán nguyên nhân tai nạn là do bất ngờ tông vào cồn cát và bị mắc cạn, sau đó bị sóng biển đánh lật úp. Tại hiện trường, chiếc cano gặp nạn bị vỡ một mảng lớn ở mũi, trôi tự do và dạt vào một cồn cát. Tuy nhiên Cục Đường thủy nội địa Việt Nam sau đó đã khẳng định mực nước tại vị trí tàu lật là 3,5 m, trong khi mớn nước của cano là 0,75 m, nên có thể loại trừ khả năng tàu đâm vào cồn cát.
Sau vụ tai nạn, đại diện Cục Cảnh sát hình sự, Viện Khoa học hình sự, Cục Cảnh sát giao thông (Bộ Công an) đã có mặt tại hiện trường, phối hợp cùng công an tỉnh Quảng Nam tiến hành điều tra, lấy lời khai những người có liên quan vụ tai nạn. Theo kết quả điều tra ban đầu, chiếc cano gặp nạn thuộc hãng du lịch Phương Đông, do ông Lê Sen (52 tuổi) điều khiển gặp nạn cách vị trí cách Trạm biên phòng Cửa Đại 1 hải lý. Theo điều tra, tất cả hành khách trên ca nô du lịch đều được trang bị áo phao và mặc áo phao trước khi xuất phát. Chiếc cano du lịch cũng được cấp giấy chứng nhận an toàn kỹ thuật vẫn còn hiệu lực. Số lượng hành khách được phép chuyên chở theo quy định là 35 hành khách. Bên cạnh đó, thuyền trưởng Lê Sen cũng có chứng chỉ chuyên môn về điều khiển phương tiện thủy nội địa hạng 3, đáp ứng đủ điều kiện theo quy định. Ông sau đó đã được lực lượng chức năng xét nghiệm ma túy để điều tra. Qua xét nghiệm, công an xác định ông Sen không sử dụng rượu bia, ma túy.
Ngày 2 tháng 3 năm 2022, Phó Cục trưởng Cục Đường thủy nội địa Việt Nam Lê Minh Đạo cho biết chiếc cano gặp nạn không bật thiết bị giám sát hành trình AIS. Theo ông Đạo, từ năm 2020 đến khi xảy ra tai nạn, chiếc tàu này chưa từng bật thiết bị giám sát. Thiết bị này sau đó đã bị thuyền trưởng Lê Sen tự ý tháo mang đi. Thiết bị này sau đó đã bị công an thu hồi lại. Cùng ngày, thông tin đến báo giới, Phó thủ trưởng Cơ quan cảnh sát điều tra Công an tỉnh Quảng Nam Võ Văn Minh khẳng định nguyên nhân ban đầu dẫn đến vụ tai nạn là "sóng to gió lớn đập vào mạn trái gây vỡ, nước tràn vào khiến ca nô lật úp". Ngày 3 tháng 3 năm 2022, công an tỉnh Quảng Nam áp dụng biện pháp "cấm đi khỏi nơi cư trú" đối với thuyền trưởng Lê Sen.

## Chú giải
1. ↑  Có nguồn cho rằng cano cách bờ khoảng 3 km (1,6 nmi)[10]